# Antena de Oro 2010
La XXXVIII Edició dels premis Antena de Oro 2010 foren entregats el 23 d'octubre de 2010 al casino d'Aranjuez.

## Televisió
- Almudena Ariza Núñez, corresponsal de Telediario de TVE
- Lourdes Maldonado Alconada, presentadora de Antena 3 Noticias
- Florentino Fernández, presentador de Tonterías las justas.
- Jordi Évole, presentador de Salvados.
- Sara Carbonero, cronista esportiva d' Informativos Telecinco.
- El programa España en la memoria d'Intereconomía.

## Ràdio
- Juan Diego Guerrero, d'Onda Cero.
- Elena Markínez, directora del programa La buena vida de la Punto Radio.
- Frank Blanco, presentador del programa Anda ya de la Cadena 40.
- Jose María Íñigo Gómez, col·laborador del programa No es un día cualquiera de RNE.

## Espectacles
- Rappel, pel seu acostament de l'astrologia, parapsicologia i altres ciències als mitjans audiovisuals.

Tauromàquia
- Jesulín de Ubrique.

Esport
- Vicente del Bosque

Teatre
- Lola Herrera

## Trajectòria Professional
- Pepe Domingo Castaño.
- Francisco Sáez (Punto Radio)